# بلدة ريتشلاند (مقاطعة ساجينو)
ريتشلاند، مقاطعة ساجينو (بالإنجليزية: Richland Township, Saginaw County, Michigan)‏ هي بلدة تقع بولاية ميشيغان في الولايات المتحدة. تبلغ مساحتها 96 (كم²)، وترتفع عن سطح البحر 195 م، بلغ عدد سكانها 4144 نسمة في عام تعداد الولايات المتحدة 2010 حسب إحصاء مكتب تعداد الولايات المتحدة وتصل الكثافة السكانية فيها 44.6 نسمة/كم2.

## وصلات خارجية
- The US50 - Cities and Towns in Michigan State
- Michigan Cities and Towns, Facts, Map, Flag, Colleges, Government, and More